# (4035) 1986 WD
(4035) 1986 WD este un asteroid descoperit pe 22 noiembrie 1986 de Kenzō Suzuki și Takeshi Urata.